# 李纳
李納（759年—792年），唐朝政治人物，第二任淄青節度使，自稱「齊王」，李正己之子，祖先为高句丽人。

## 生平
早年為奉礼郎、殿中丞兼侍御史、行淄、青二州刺史，又为行军司马，濮州、徐州、兖州、沂州、海州留后，进御史大夫。建中二年（781年）李正己病死，李納封鎖消息，自領軍政。八月始發喪，請襲父位，德宗不許。李納派高彥昭守濮陽。十月，李納攻打宋州（今河南商丘縣），又怨从父徐州刺史李洧背己以徐州归唐，遣其將王溫會同魏博將信都承慶共攻徐州（治彭城，今江蘇徐州市），李洧率兵抵抗，朝廷命宣武節度劉洽（劉玄佐）與神策將曲環增援李洧。李納为唐援军所败，退回濮阳，東南漕運被打通，史稱唐擊李納徐州之戰。高彥昭投降劉洽後，李納一怒之下，將彥昭的妻子全部殺害。李納為劉洽所圍困，乃登城見劉洽，哭泣請求自新，并派判官房说、弟弟李经、儿子李承务等为人质入朝。宦官宋凤朝说李纳穷蹙，不必再给机会。於是德宗将房说一行囚禁宫中。李納突圍，退回鄆州（今东平东北），城中乏糧，烹食百姓以作軍糧。朱滔再遣兵馬使承慶等前去救援李納，擊敗劉洽。劉洽退守濮陽。
建中三年（782年）底，朱滔自稱冀王，魏博田悅稱魏王，成德王武俊稱趙王，李納稱齊王，置百官，四鎮歃血為盟，以朱滔為盟主。朝廷命令淮寧節度使李希烈兼平盧淄青節度使，專討李納。李希烈乘機率所部三萬人移居許州（治長社，今河南許昌市）。李希烈未討伐李納，反而暗中和李納勾結，與河北三鎮來往頻繁，自稱建興王。興元元年（784年），皇帝下詔，招撫李納，李納奉诏归命，去王号，恢復平盧節度使，上表谢罪，朝廷授檢校工部尚書、同中書門下平章事，封隴西郡王。会诸军在陈州城下击破李希烈，加檢校司空，进檢校司徒。贞元八年（792年）李納卒，时年三十四岁，赠太傅。五子：李承務、李師古、李师道、李師賢、李師智。李师古襲位。

## 延伸阅读
[在维基数据编辑]
 《新唐書·卷213》，出自《新唐書》